# Hexapanopeus nicaraguensis
Hexapanopeus nicaraguensis is een krabbensoort uit de familie van de Panopeidae. De wetenschappelijke naam van de soort is voor het eerst geldig gepubliceerd in 1904 door Rathbun.